# Sicogon
Sicogon ist eine philippinische Insel in der Provinz Iloilo, südlich der Gigantes-Inseln und südöstlich der Insel Calagnaan, der Insel Panay vorgelagert. Sie liegt westlich der Bancal-Bucht und wird von der Gemeinde Carles aus verwaltet. Auf der Insel befinden sich die drei Barangays Alipata, Buaya und San Fernando. Die Einwohnerzahl der drei Barangays betrug im Jahr 2020 4.275 Personen.
Die Insel hat eine Größe von 11,60 km² und ist mit dichtem Wald bewachsen. Die höchste Erhebung der Insel ist der Mount Opao, an dem auch die wichtigste Trinkwasserquelle der Insel liegt. Von diesem Berg aus kann die ganze Insel überblickt werden. Die Küsten haben lange Sandstrände, denen zahlreiche Korallenriffe vorgelagert sind. Die Insel kann von den Fischereihäfen in des Barangay Bancal und von der Gemeinde Estancia aus erreicht werden. Die Passage mit dem Motorboot dauert 30 bis 45 Minuten.